# Футбол на летних Олимпийских играх 1972 — квалификация
Отборочный турнир футбольных соревнований летних Олимпийских игр 1972 прошёл с 7 февраля 1971 года по 3 июня 1972 года. Сборная ФРГ автоматически отобралась на олимпийский турнир на правах принимающей стороны Олимпийских игр. Сборная Венгрии досрочно стала участником олимпийского турнира на правах чемпиона предыдущих Игр. Остальные 14 мест разыгрывались в отборочных турнирах, проводимых пятью континентальными федерациями. Всего в отборе приняли участие рекордные 78 сборных: 20 европейских, 17 азиатских, 20 африканских, 10 южноамериканских и 11 североамериканских.
Сборные Финляндии, Мальты, Кубы и Коста-Рики снялись с турнира до его начала. Сборная Габона снялась по ходу турнира.
Четыре британские ассоциации как и прежде выставили объединённую любительскую команду Великобритании.

## Итоговый список участников Олимпийских игр
| - Досрочно отобрались - ФРГ (принимающая сторона) - Венгрия (чемпионы предыдущих Игр) - Европа (УЕФА) - Дания - ГДР - Польша - СССР | - Африка (КАФ) - Гана - Марокко - Судан - Азия (АФК) - Бирма - Иран - Малайзия | - Северная и Центральная Америка (КОНКАКАФ) - Мексика - США - Южная Америка (КОНМЕБОЛ) - Бразилия - Колумбия |

## Европа
В европейском отборочном турнире определялись четыре участника Олимпийских игр. 22 сборные заявили о своём участии в отборе. Позднее Мальта и Финляндия отказались от участия. Все команды были поделены на четыре группы. Соревнования проходили в два раунда.
Победителями отборочного турнира стали сборные СССР, ГДР, Польши и Дании.

## Азия
В азиатском отборочном турнире 17 сборных боролись за три места в олимпийском турнире. Все команды были поделены на три группы. Формат проведения отбора в разных группах различался.
Победителями отборочного турнира стали сборные Ирана, Бирмы и Малайзии.

## Африка
В африканском отборочном турнире 20 сборных боролись за три места в олимпийском турнире. Все команды были поделены на три группы. Соревнования проходили в два раунда.
Победителями отборочного турнира стали сборные Ганы, Марокко и Судана.

## Южная Америка
В южноамериканском отборочном турнире 10 сборных боролись за два места в олимпийском турнире. Турнир прошёл в ноябре-декабре 1971 года в Колумбии. Все команды были поделены на две группы. Соревнования проходили в два раунда.
Победителями отборочного турнира стали сборные Бразилии и Колумбии.

## Северная и Центральная Америка
В североамериканском отборочном турнире 11 сборных боролись за два места в олимпийском турнире. Все команды были поделены на четыре группы. Соревнования проходили в два раунда.
Победителями отборочного турнира стали сборные Мексики и США.